# كفر علي بدرة
كفر على بدرة قرية تقع في مركز ميت غمر التابع لمحافظة الدقهلية، جمهورية مصر العربية.
ويبلغ عدد سكان كفر على بدرة مع ميت أبو خالد 20،334 نسمة، منهم 12000 رجل و8334 امرأة.